# Andrzej Szalawski

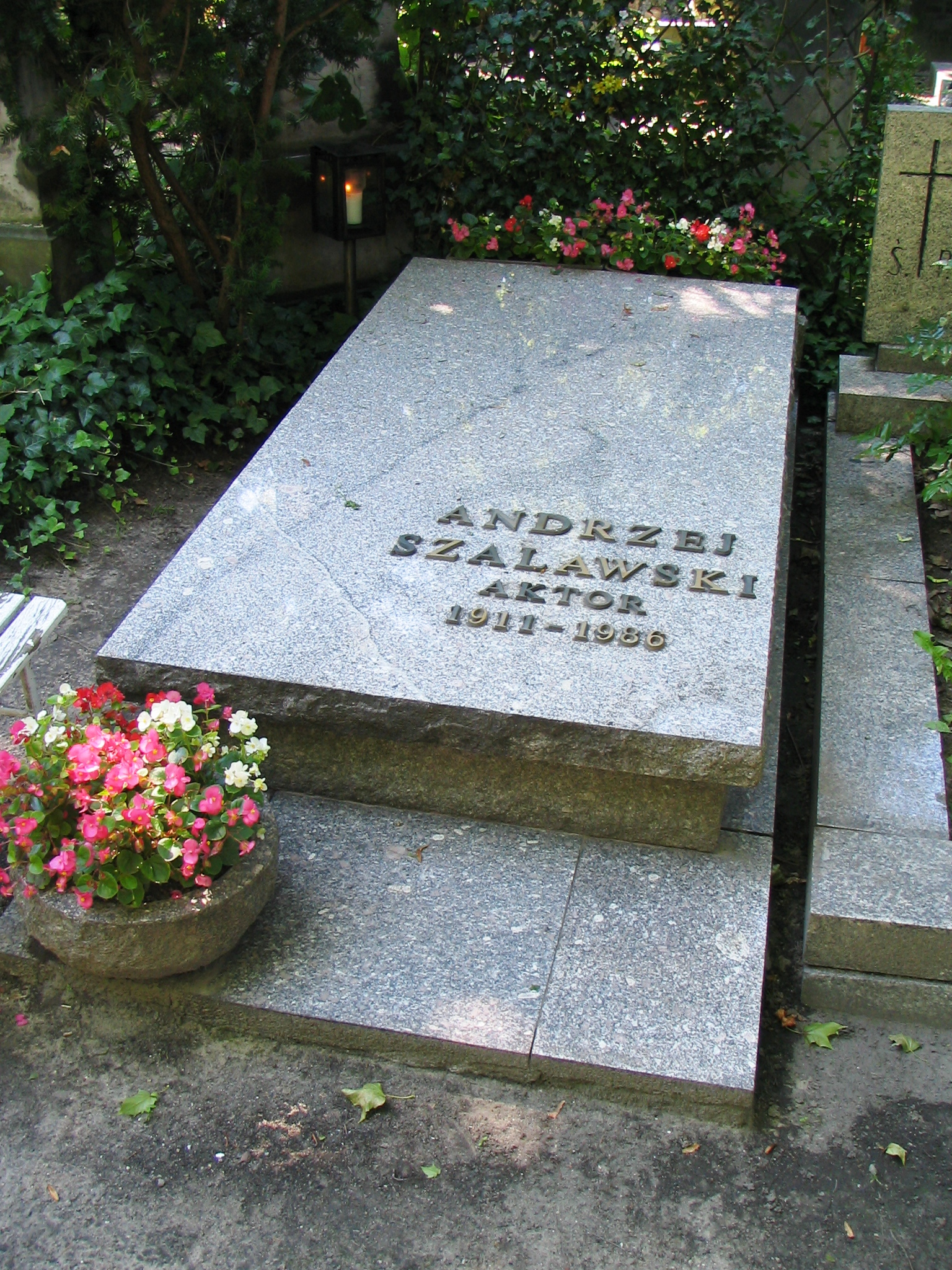
Grób Andrzeja Szalawskiego na cmentarzu na Powązkach

Andrzej Szalawski, właśc. Andrzej Wojciech Pluciński, ps. „Florian” (ur. 4 grudnia 1911 w Warszawie, zm. 11 października 1986 tamże) – polski aktor teatralny, filmowy i telewizyjny.

## Życiorys
Syn urzędnika państwowego Józefa Plucińskiego i Idy z Szalawskich. Po ukończeniu gimnazjum wstąpił do Państwowego Instytutu Sztuki Teatralnej w Warszawie, po którego ukończeniu w 1936, przez trzy kolejne sezony zdobywał aktorskie szlify na scenach Poznania i Lwowa. Grał w filmach od 1929, zyskał przed wojną popularność rolą w filmie „Dziewczęta z Nowolipek”, był także aktorem teatralnym w Poznaniu i Lwowie.
Na stopień podporucznika został mianowany ze starszeństwem od 1 stycznia 1937 i 1079. lokatą w korpusie oficerów rezerwy piechoty. We wrześniu 1939 został zmobilizowany do 26 pułku piechoty, stacjonującego w Gródku Jagiellońskim. Czwartego dnia wojny jego oddział skierowano do Lwowa. Bronił miasta do jego kapitulacji przed Armią Czerwoną 22 września. Po kapitulacji miasta zignorował zarządzenie radzieckiego okupanta i nie zarejestrował się jako oficer, unikając później śmierci w Katyniu.
Pozostał na terenie okupacji sowieckiej, grał w teatrze kierowanym przez Aleksandra Węgierkę i w teatrach grodzieńskich, białostockich i mińskich. Po ataku Niemiec na ZSRR wyjechał do Warszawy. Po przyjeździe do stolicy nie mógł znaleźć zatrudnienia w zawodzie, czemu na przeszkodzie stanęły jego wcześniejsze występy w spektaklach agitacyjnych pod okupacją radziecką. Pozbawiony środków do życia oraz niezbędnych dokumentów chroniących przed wywózką, zatrudnił się w ekipie warszawskiego oddziału niemieckiej kroniki filmowej Die Deutsche Wochenschau, której był lektorem (Tygodnik Dźwiękowy Guberni Generalnej). Występował też w koncesjonowanych przez Niemców teatrach: „Komedia”, „Miniatury”, „Jar” i „Maska”.
W październiku 1941 został zaprzysiężony jako członek Związku Walki Zbrojnej pod pseudonimem „Florian” i jako pracownik Oddziału II KG AK otrzymał rozkaz kontynuowania pracy w niemieckiej kronice filmowej celem rozpracowania zatrudnionych tam osób. Przez kolejne dwa lata dostarczał AK informacje o niemieckich planach propagandowych i agentach. W związku z niechęcią środowiska podjął próbę odejścia z kroniki filmowej, co udało mu się w lipcu 1943, nadal grał jednak w teatrach.
Po wojnie część przedstawicieli środowiska artystycznego (m.in. Bohdan Korzeniewski) twierdziła, że w okresie okupacji Szalawski odczytywał niemieckie komunikaty nadawane przez głośniki uliczne (tzw. „szczekaczki”), w których podawał nazwiska Polaków skazanych na śmierć oraz informował o „frontowych zwycięstwach III Rzeszy”. To jego głos miał rzekomo oznajmić w kwietniu 1943 roku tysiącom Polaków o zbrodni w Katyniu. Zarzut ten został jednak podważony w czasie procesu artysty w 1949, stanowczo zaprzeczali również pracy Szalawskiego w „szczekaczce” jego koledzy z Armii Krajowej.
Po zakończeniu wojny nie przeszedł weryfikacji przed komisją ZASP-u (tzw. „komisja Korzeniewskiego”) i przez trzy lata miał zakaz wykonywania zawodu. Decyzją sądu koleżeńskiego został również skreślony z listy członków ZASP-u. Wyjechał na Ziemie Odzyskane, gdzie w Jeleniej Górze imał się różnych zajęć, był m.in. szoferem i suflerem. W kwietniu 1947 jego „banicja” dobiegła jednak końca – zezwolono mu na występy. Został zatrudniony w Teatrze Wojska Polskiego w Łodzi. Wkrótce wstąpił też do PPS. 1 października 1948 został jednak aresztowany przez UB pod zarzutem „współpracy z hitlerowcami i działania na szkodę Narodu Polskiego”. Postawiony przed sądem w Warszawie, który w procesie trwającym od 18 do 20 lipca 1949 skazał go na cztery lata więzienia i konfiskatę mienia. Prośba o łaskę skierowana do prezydenta Bolesława Bieruta przez matkę Szalawskiego – Idę Plucińską nie została uwzględniona. Andrzej Szalawski zakończył odbywanie kary 1 października 1952.
Po wyjściu z więzienia podjął pracę w Teatrze im. Stefana Jaracza w Łodzi, Teatrze Narodowym w Warszawie, Teatrze Powszechnym w Warszawie i Teatrze Wybrzeże w Gdańsku. W 1956 obrazem Wraki wrócił też do gry w filmach, występował w roli Juranda ze Spychowa w polskim filmie historycznym Krzyżacy (1960) oraz w roli Hermana Bucholca w Ziemi obiecanej Andrzeja Wajdy na podstawie powieści Władysława Reymonta. Podkładał również głos do roli Artura Młodnickiego (szef trupy teatralnej) w Czarnych chmurach.

## Kontrowersje
Aktor do śmierci spotykał się z ostentacyjną niechęcią części kolegów, którzy nie wierzyli – lub nie chcieli uwierzyć – w jego niewinność (nie bez znaczenia była tu ponoć powierzchowność aktora – przystojny i inteligentny, ze skłonnością do wywyższania się i egotyzmu). Do jego najzagorzalszych przeciwników należał Bohdan Korzeniewski. To za sprawą jego donosu i oskarżenia o kolaborację z Niemcami do Departamentu Spraw Wewnętrznych AK, Szalawski został podczas okupacji skazany na hańbiącą karę ostrzyżenia włosów (ostrzygł się sam). Jego obrońcy, wśród których był m.in. Kazimierz Moczarski, nigdy jednak nie zwątpili w jego prawość.
Sam Szalawski do końca życia walczył o odzyskanie dobrego imienia. W 1966 Sąd Wojewódzki dla miasta Warszawy zdecydował wprawdzie o zatarciu skazania, jednak za jego życia nie przeprowadzono rehabilitacji. Ministerstwo sprawiedliwości „nie znajdowało podstaw do wniesienia rewizji nadzwyczajnej”.

## Śmierć
W 1980 przeszedł na emeryturę, zmarł na wylew 11 października 1986 roku. Na skromnym grobie Szalawskiego na cmentarzu Powązkowskim (kwatera 256-1-20) do śmierci jego żony Izabeli Wilczyńskiej-Szalawskiej nie było krzyża. „Uważałam, że swój krzyż Andrzej nosił na barkach przez większą część życia – tłumaczyła jego żona. – Nie chciałam, żeby cień krzyża padał jeszcze na jego grób”.

## Życie prywatne
Był trzykrotnie żonaty. Pierwszą żoną artysty była poślubiona w listopadzie 1939 tancerka i aktorka Kazimiera Kruszelnicka, drugą poślubiona 25 lutego 1956 w Łodzi aktorka i reżyserka Stefania Gintel-Domańska (rozwód w 1965), a trzecią poślubiona 7 października 1975 w Warszawie aktorka Izabela Wilczyńska, była żona dziennikarza Bronisława Trońskiego.

## Filmografia
- 1937: Dziewczęta z Nowolipek – Ignaś
- 1956: Wraki – niemiecki mechanik pomagający Barnatowi
- 1957: Prawdziwy koniec wielkiej wojny – profesor Stęgień
- 1960: Krzyżacy – Jurand ze Spychowa
- 1961: Tarpany – Adam, kierownik ośrodka doświadczalnego
- 1962: I ty zostaniesz Indianinem – „Odważny Żubr”
- 1968: Wilcze echa – major Grabień
- 1968: Ostatni po Bogu – komandor Pawlikowski
- 1968: Człowiek z M-3 – profesor, kierownik kliniki Piechockiego, ojciec Agnieszki
- 1969: Przygody pana Michała – generał Mikołaj Potocki
- 1970: Różaniec z granatów – polski major
- 1970: Pierścień księżnej Anny – Janusz I Starszy, archeolog
- 1971: Zmyślone...
- 1971: Goya – don Diego, sekretarz św. Inkwizycji
- 1972: Tajemnica wielkiego Krzysztofa – wielki Krzysztof
- 1972: Tajemnice Andów
- 1973: Nagrody i odznaczenia – doktor Rafał Jackowski, ojciec Jarka
- 1974: Ziemia obiecana – Herman Buchholz
- 1974: Gniazdo – Odolan, wuj Mieszka
- 1975: Ziemia obiecana – Herman Buchholz
- 1975: Trzecia granica – pułkownik
- 1975: Kazimierz Wielki – Olgierd, książę litewski
- 1975: Dyrektorzy – profesor okulista (odc. 4)
- 1976: Wielki układ – Piotr, ojciec Kołodziejskiego
- 1977: Sprawa Gorgonowej – Antonowicz, przewodniczący składu sędziowskiego we Lwowie
- 1977: Rytm serca – Kamil
- 1977: Lalka – Jan Mincel (odc. 2)
- 1978: Życie na gorąco – prezes Osborne (odc. 7)
- 1978: Rodzina Połanieckich – Zawiłowski
- 1978: 07 zgłoś się – Łukasz Uliński, opiekun Fordona (odc. 5)
- 1979: Tajemnica Enigmy – hrabia Fernand de Brugnon (odc. 4)
- 1979: Obok – Seweryn Karcz, ojciec Artura
- 1979–1981: Najdłuższa wojna nowoczesnej Europy – starosta Chłapowski, ojciec Dezyderego
- 1979: Buddenbrookowie – przewodniczący senatu
- 1980: Zajęcia dydaktyczne – profesor-dziekan, szef Adamskiego
- 1980: W biały dzień – przewodniczący składu sędziowskiego podczas procesu „Koraba”
- 1980: Młyn Lewina – Weinmantel
- 1981: Znachor – przewodniczący sądu
- 1981: Limuzyna Daimler-Benz – profesor Rogożyn
- 1981: Biłek – Ignacy
- 1983: Przeznaczenie – aktor Stępowski
- 1983: Marynia – Zawiłowski
- 1984: Zabawa w chowanego – kierownik Powązek
- 1984: Przyspieszenie – 2 role: stary aktor; ojciec Maćka
- 1984: Ceremonia pogrzebowa – profesor Jan Nepomucen Tarnowski, ojciec Stefana i Jana
- 1984: Bez końca – adwokat, znajomy Labradora
- 1985: Tętno – profesor
- 1985: Temida – ojciec (odc. 1)

## Dubbing
- 1973: Czarne chmury – szef trupy teatralnej